# Dendrobium pruinosum
Dendrobium pruinosum är en orkidéart som beskrevs av Johannes Elias Teijsmann och Simon Binnendijk. Dendrobium pruinosum ingår i släktet Dendrobium, och familjen orkidéer. Inga underarter finns listade i Catalogue of Life.